# IC 1453
IC 1453 — галактика типу SBb (компактна витягнута галактика) у сузір'ї Водолій.
Цей об'єкт міститься в оригінальній редакції індексного каталогу.